# Climb Dance
A Climb Dance egy híres rövidfilm, az 1981-es rali-világbajnok, Ari Vatanen főszereplésével. A felvétel az 1988-as Pikes Peaki hegyiversenyen készült, Coloradóban.

## Díjak
- Grand Prix Du Film in Festival De Chamonix, 1990
- Ezüst, US Industrial Film & Video Festival Chicago, 1990
- Prix Special Du Jury at the Festival International Du Film D'Aventure Val D´Isere, 1990
- Arany, Houstoni Nemzetközi Film Fesztiválon, 1990